# Совда (приток Святреки)
Совда — река в России, протекает в Карелии. Устье реки находится в 24 км по правому берегу Святреки. Длина реки — 27 км, площадь водосборного бассейна — 148 км².

## Данные водного реестра
По данным государственного водного реестра России относится к Балтийскому бассейновому округу, водохозяйственный участок реки — Шуя, речной подбассейн реки — Свирь (включая реки бассейна Онежского озера). Относится к речному бассейну реки Нева (включая бассейны рек Онежского и Ладожского озера).
Код объекта в государственном водном реестре — 01040100112102000014608.